# مسجد کوبه

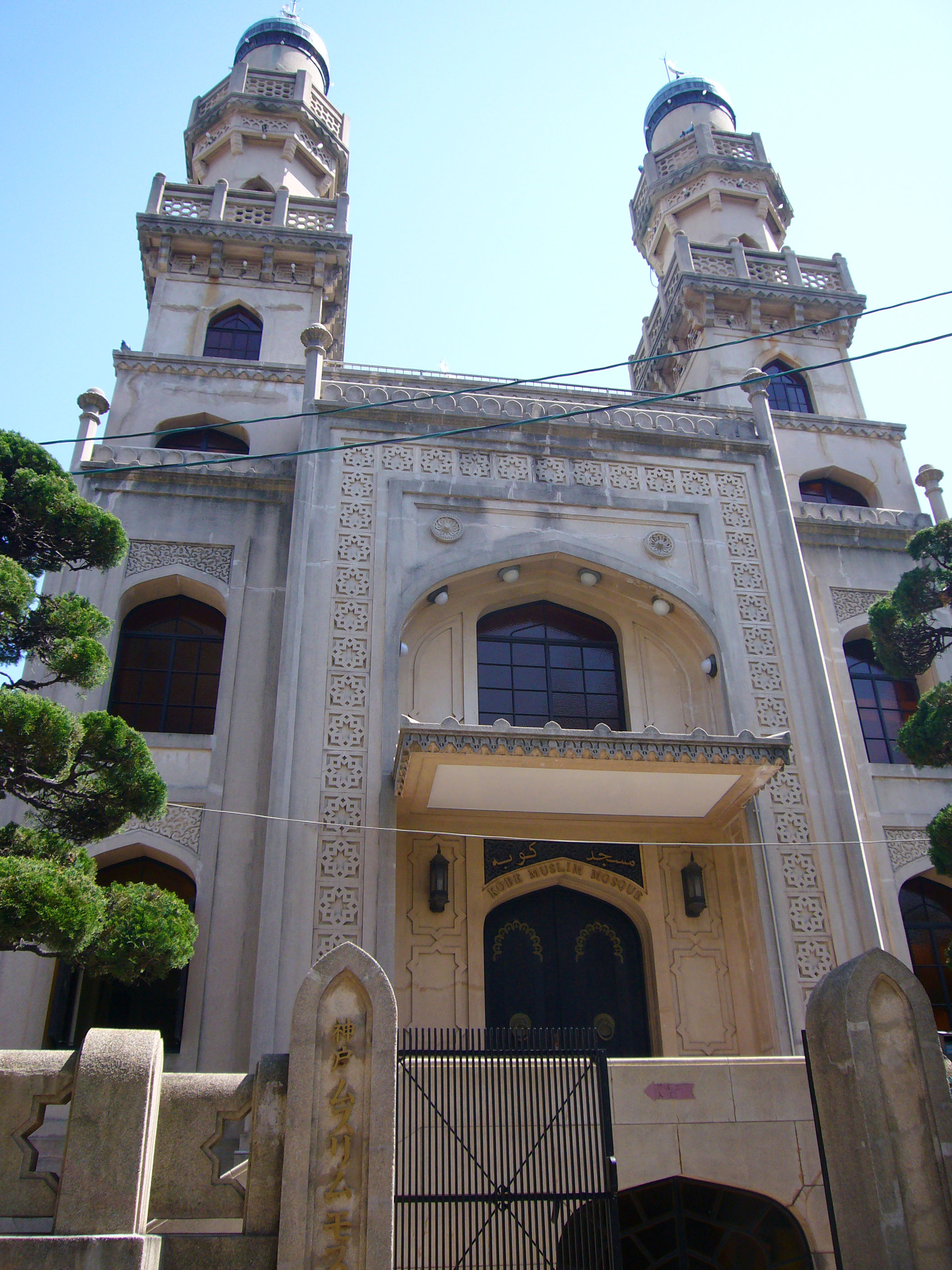
مسجد کوبه

مسجد کوبه (به ژاپنی: 神戸モスク)، واقع در کوبه اولین مسجد ساخته شده در ژاپن است.
کوبه اولین مسجد ساخته شده در ژاپن است. این مسجد در سال ۱۹۲۸ در ناکایاماته دوری، چو-کو ساخته شده‌است. کوبه به معنی دروازه خدا است. این مسجد به سبک هندی سنتی و به دست «یان یوزف اشواگرا» (Jan Josef Švagr) ساخته شده‌است. حمله اتمی آمریکا به دو شهر ناگازاکی و هیروشیما باعث شد منطقه کوبه نیز طی این حملات آسیب شدیدی دید و تا حد زیادی ویران شد.
در حالی که ساختمان‌های اطراف مسجد کوبه تقریباً با خاک یکسان شدند، این مسجد مستحکم و پابرجا ماند، و تنها ترک‌هایی روی دیوارهای بیرونی اش ایجاد شد و شیشه‌های آن شکست. نمای بیرونی مسجد بر اثر بمباران سیاه شد. سربازان ژاپنی که در زیرزمین این مسجد پناه گرفتند از خطر بمباران جان سالم به در بردند. این مسجد به پناهگاهی برای قربانیان جنگ تبدیل شد. پس از اتمام جنگ، برخی دولت‌های اسلامی هزینه تعمیر و نوسازی مسجد را بر عهده گرفتند.
این مسجد در یک حادثه دیگر نیز استحکام خود را ثابت کرده‌است. زلزله‌ای که در ساعت ۵:۴۶ روز ۱۷ ژانویه ۱۹۹۵ با نام زلزله «هانشین» رخ داد، تنها ۲۰ ثانیه به طول کشید، اما حدود ۶۴۳۳ نفر ژاپنی را به کام مرگ کشاند، که اکثرشان ساکنان شهر کوبه بودند. اما مسجد کوبه در این زلزله ویران نشد.